# 伊拉克旅游业

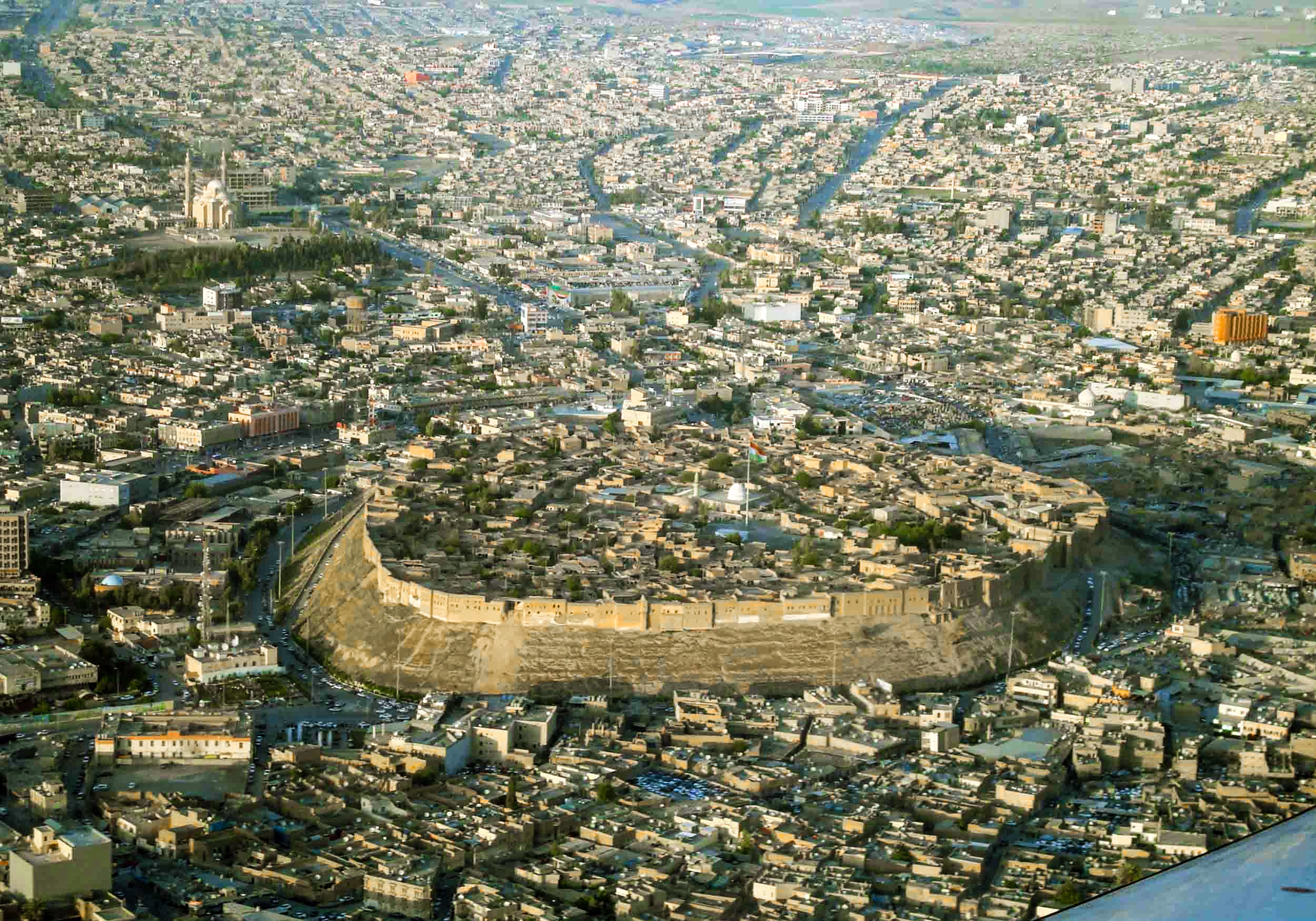
埃爾比勒城堡全景

伊拉克是西亞國家。其首都巴格達是阿拉伯世界中继開羅後的第二大城市。有多個什葉派伊斯蘭教朝聖地點。伊拉克拥有开展生態旅遊的潛力。 伊拉克艾比爾於2014年被阿爾巴尼亞旅遊委員會選定為阿拉伯旅遊之都。